# 1120.
1120. je tretje desetletje v 12. stoletju med letoma 1120 in 1129. 